# Trachylepis capensis
Trachylepis capensis är en ödleart som beskrevs av Gray 1831. Trachylepis capensis ingår i släktet Trachylepis och familjen skinkar. Inga underarter finns listade i Catalogue of Life.